# Дойл Брансън
Дойл Бронсън (на английски: Doyle Brunson), известен още като Texas Dolly, е покер играч от САЩ.
Той е двукратен победител от Световните покер серии (World Series of Poker, WSOP) в Лас Вегас и участва в Световния покер тур. Дойл Брансън има сайт за онлайн покер, наречен Doyles Room.

## Дойл Брансън в Световните покер серии
| Година | Турнир                                                      | Награда (US$) |
| ------ | ----------------------------------------------------------- | ------------- |
| 1976   | $10 000 No Limit Hold'em World Championship                 | $230 000      |
| 1976   | $5000 Deuce to Seven Draw                                   | $80 250       |
| 1977   | $10 000 No Limit Hold'em World Championship                 | $340 000      |
| 1977   | $1000 Seven-Card Stud Split                                 | $62 500       |
| 1978   | $5000 Seven-Card Stud                                       | $68 000       |
| 1979   | $600 Mixed Doubles                                          | $4500         |
| 1991   | $2500 No Limit Hold'em                                      | $208 000      |
| 1998   | $1500 Seven-Card Razz (poker)                               | $93 000       |
| 2003   | $2000 H.O.R.S.E.                                            | $84 080       |
| 2005   | $5000 No Limit Shorthanded Texas Hold'em (6 играча на маса) | $367 800      |

## Книги
- Супер системата на Дойл: A Course in Power Poker, 1979
- Супер системата на Дойл II, 2004
- Покер – Наръчник за шампиони, 2003 (formerly titled According to Doyle when published in 1984)
- Онлайн покер: Твоят гид как да играеш безопасно и печелившо, 2005
- My 50 Most Memorable Hands, 2007
- Според Дойл, 2007
- Кръстникът на покера, 2009